# René Ndjeya
René Brice Ndjeya (Yaoundé, 1953. október 9. –) kameruni válogatott labdarúgó.

## Pályafutása

### Klubcsapatban
1973 és 1985 között az Union Douala csapatában játszott. 

### A válogatottban
1979 és 1985 között 9 alkalommal szerepelt a kameruni válogatottban. Részt vett az 1982-es világbajnokságon.

## Sikerei, díjai
Union Douala
- Kameruni bajnok (2): 1976, 1978
- CAF-bajnokok ligája (1): 1979
- Kupagyőztesek Afrika-kupája (1): 1981

Kamerun
- Afrikai nemzetek kupája (1): 1984